# Turi Gábor
Turi Gábor (Nyíregyháza, 1951. június 20. –) újságíró, politikus, diplomata.

## Élete
Pedagógus szülők gyermeke. Az általános iskolát 1957 és ’65 között Paszabon, a középiskolát a sárospataki Rákóczi Gimnáziumban végezte. 1970–75 között a Kossuth Lajos Tudományegyetemen történelem–angol szakán szerzett tanári diplomát. 1976–77-ben a MÚOSZ Újságíró Iskolájában tanult.
Két évtizeden át volt újságíró (szerkesztő, rovatvezető, főszerkesztő a Hajdú-bihari Napló, az Egyetemi Élet, az Úton, a Magyar Fórum és a Hajdú-bihari Nap).
Kulturális, különösen a dzsesszről szóló ismeretterjesztő cikkekei megjelennek mind a magyar és mind a külföldi lapokban. 1989-től a Magyar Jazz Szövetség alelnöke.
1988 és 1991 között a Magyar Demokrata Fórum debreceni ügyvivője, majd Hajdú-Bihar megyei szóvivője, a párt országos választmányának tagja. A rendszerváltozást követően Londonban (1992–95), majd Washingtonban (1998–2002) volt sajtóattasé.
2002–2006 között Debrecen kultúráért és külügyekért felelős alpolgármestere volt. A következő ciklusban önkormányzati képviselő és tanácsnok. 2007 és 2013 között a Debreceni Egyetem Külső Kapcsolatok Igazgatóságának igazgatója.
2016-ban Nagymarosra költözött.

## Publikációi
Alföld, Élet és Irodalom, Film Színház Muzsika, Jazz, Kalligram, Kultúra és Közösség, Kunst und Kultur (németül), Magyar Hírlap, Magyar Nemzet, Napi Magyarország, The Washington Times (angolul), Új Magyarország, Jazz Forum (angolul), Gramofon .

## Könyvei
- Kilátások –  Írások két Magyarországról (Debreceni Egyetemi Kiadó, 2011)
- Jazz a várban –  A gyulai jazzfesztivál két évtizede ( Gyulai Várszínház, 2011 – szerkesztő)
- A jazz ideje – Írások az improvizatív zene köréből (Osiris Könyvkiadó, Budapest, 1999)
- Életfa – Bertha Zoltán festői világa (Felsőmagyarország Kiadó, Miskolc, 1998 – szerkesztő)
- Who’s Who in Hungarian Jazz (Gonda Jánossal, Budapest, 1989)
- Jazz From Hungary – A Hungarian Jazz Guide (Interkoncert, Budapest, 1987)
- Azt mondom: jazz – Interjúk magyar jazzmuzsikusokkal (Zeneműkiadó, Budapest, 1983)

## Díjai, elismerései
- 1979 – Napló-díj
- 1981 – Szocialista Kultúráért
- 2004 – New Orleans tiszteletbeli polgára
- 2004 – Párizs Érme
- 2006 – Az Egyesült Államok Nagyköveti Díja Kulturális Diplomáciáért
- 2013 – Pernye András-díj
- 2015 – Petőfi Emléklap a Helytállásért